# 庄胡公路
庄胡公路，是位于上海市的一条省级公路，為被编为 223省道的一部分。该道路北起奉贤区界胡桥，南至金山区漕泾镇浦卫公路、港漕公路，经过金山区，全长约1.5千米。該道路于1981年開建，1984年4月竣工通车。

## 主要交会道路（北向南）
奉贤区界接浦卫公路
- 沪金高速
- 港漕公路/浦卫公路接天华路